# Toni Rothmund
Toni Rothmund (* 2. Oktober 1877 in Barlt, Schleswig-Holstein; † 22. August 1956 in Karlsruhe) war eine deutsche Lyrikerin, Autorin und Journalistin.
Sie verfasste Gedichte, Romanbiographien und Märchen.

## Leben
Antonie Julie Carolina Augusta Rothmund, die in Barlt in Schleswig-Holstein geborene Pfarrerstochter Lüdemann-Ravit, lebte seit ihrem 11. Lebensjahr in Baden. Mit ihren Eltern und später durch die Verheiratung mit einem badischen Finanzamtmann wurde Toni Rothmund durch den wechselnden Wohnsitz in bald allen Landesteilen in Baden ansässig und zeigte als junge Dichterin rasch eine wissende Verbundenheit mit dem oberrheinischen Raum. Die landschaftsgebundene Aneignung kam in ihren Werken zum Ausdruck.

## Werke

### Romane
- Die Pfaueninsel, Roman (1919)
- Caroline Schlegel, Roman (1926)
- Glas – Ein Buch von deutscher Sehnsucht, Roman (1930)
- Gold? Ein Böttger-Roman (1932)
- Die Herrin auf Birka, Roman (1935)
- Der unsichtbare Dom, Roman über Johann Gutenberg (1937)
- Mesmer: Genie oder Scharlatan? (1939); Arzt oder Scharlatan. Ein Mesmer-Roman (1951), Roman
- Menschen am Kreuzweg, Erzählungen.
- Cornelie Schlosser, (Schwester Goethes) biographischer Roman (1953)
- Annette v. Droste-Hülshoff, biographischer Roman (1954)

### Märchen
- Die Bernsteinperle (in aktualisierter Fassung erschienen unter dem Titel: „Ein Kind sucht eine Mutter“.)
- Vom Allermärchenbaum
- Eden
- Das Kind mit den Sterntalern
- Die Stadt des Schlafs
- Geborgte Flügel
- Der Feind
- Das Echo
- Die Königin in Ketten
- Die Schneeglöckchen
- Die Geschichte vom Forellenfresser
- Die Geschichte vom Weidenmännlein
- Die Brunnen der Tiefe

### Epik
- Die Totbeterin. Roman (1907)
- Der verlorene Kranz.
- Das Haus zum kleinen Sündenfall.
- Heilige Grausamkeit. Roman (1924)

### Gedichte
- Einsamkeiten
- Der Baum, der vor Winter noch einmal blühte